# 愛阿華縣 (愛阿華州)
愛荷華縣（英語：Iowa County）是美国爱荷华州東部的一個縣，面積1,521平方公里。根據2020年美國人口普查，共有人口16,662人。縣治馬倫戈（Marengo）。縣政府成立於1845年。縣名來自愛荷華河和愛荷華人。